# Marche-en-Famenne
Marche-en-Famenne là một đô thị thuộc tỉnh Luxembourg. Đây là thủ phủ vùng Famenne, một khu vực nằm kẹp giữa Condroz, đất cũ của Condrusi về phía bắc và Ardennes về phía nam.
Đô thị Marche-en-Famenne gồm các đô thị cũ Aye, Grimbiémont, Hargimont, Hollogne, Humain, Lignières, Marloie, On, Roy, Verdenne, và Waha.

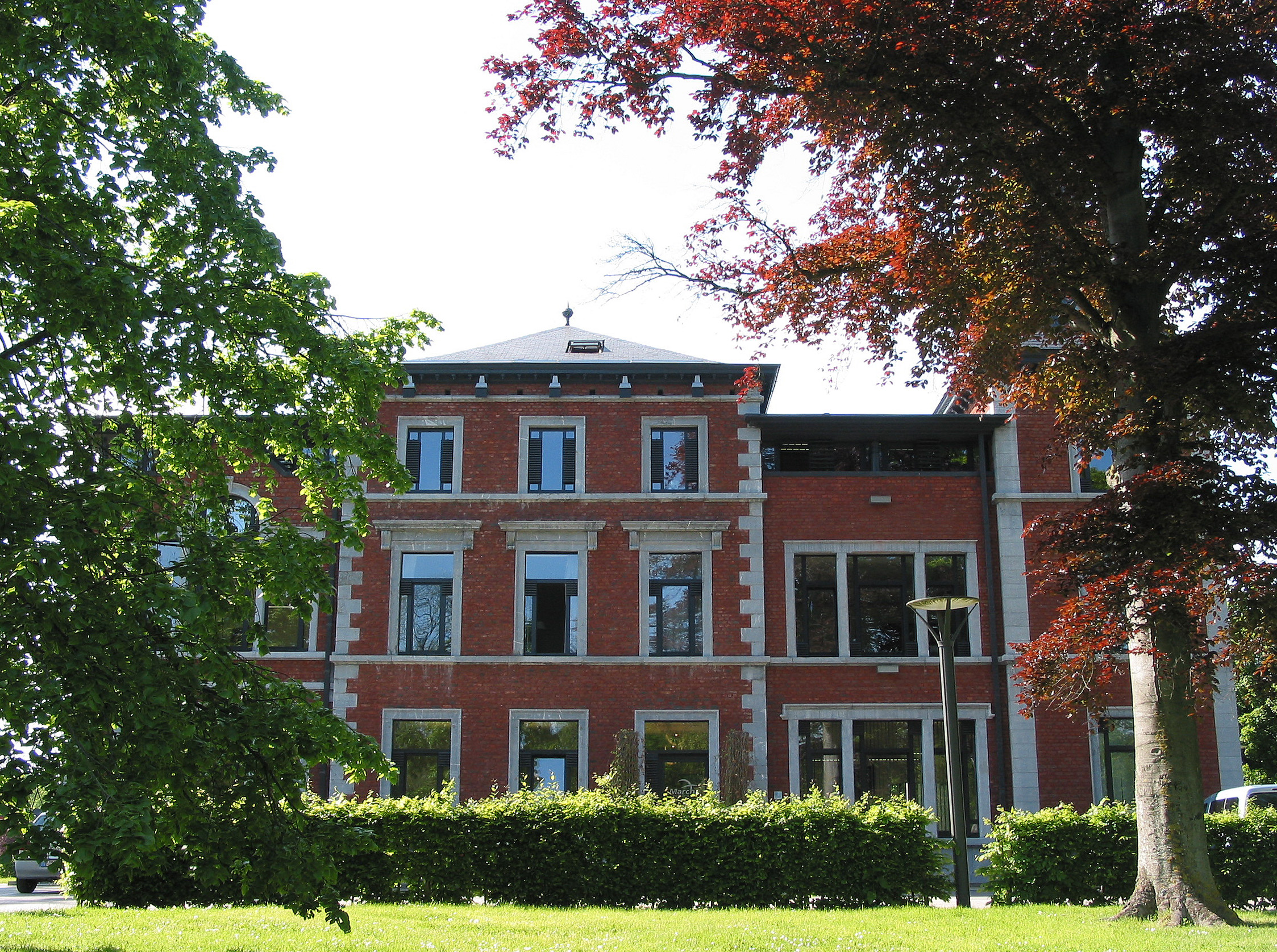
Tòa thị chính.

Trung tâm đô thị này có nhà thờ Thánh Remacle. Đô thị này có nhiều bảo tàng.

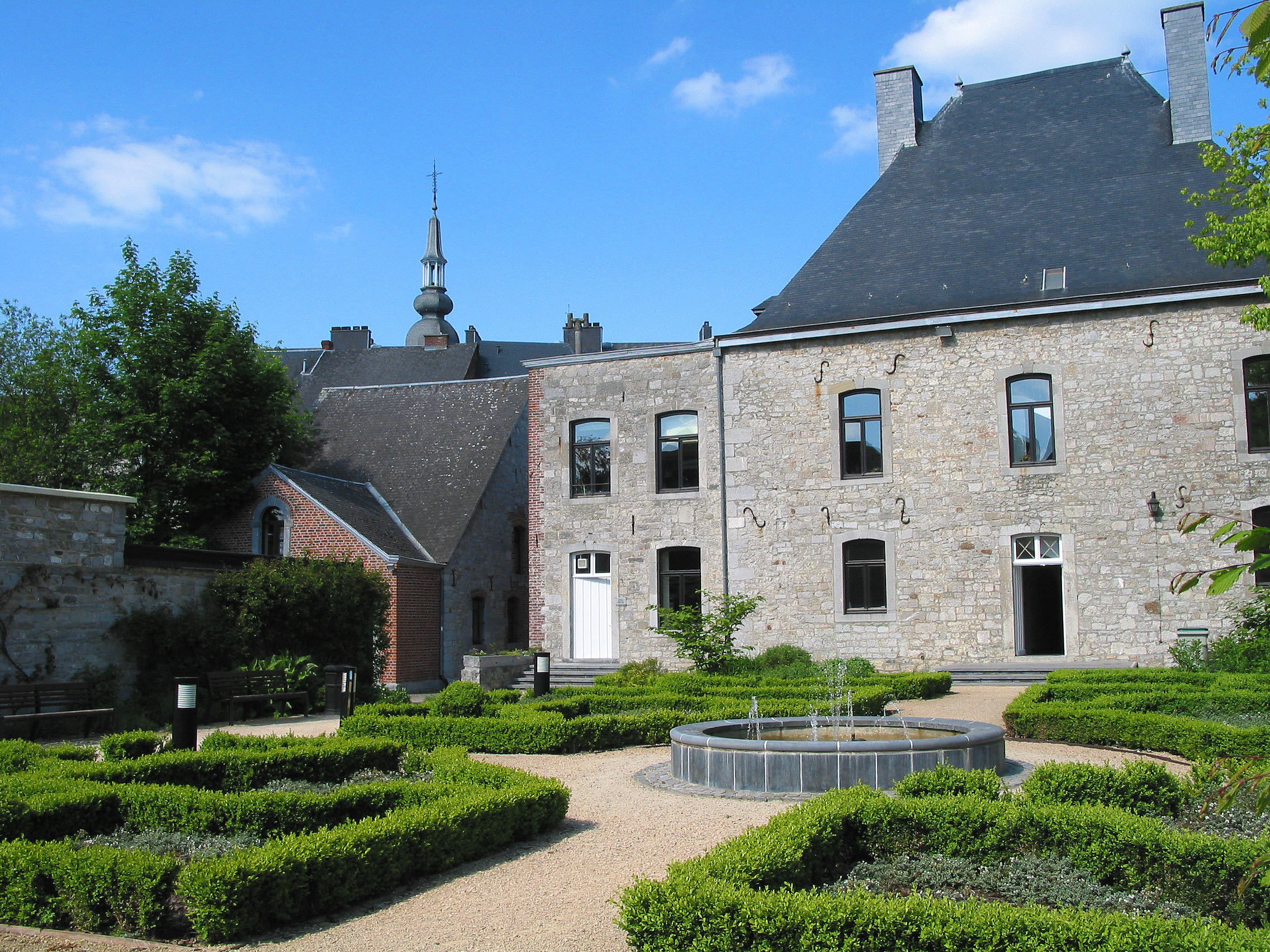
Công viên Jadot.